# Traité de Loutsk
Le traité de Loutsk était un accord secret signé à Loutsk, en Pologne-Lituanie (aujourd'hui en Ukraine), entre le Tsarat de Russie et le protectorat ottoman de Moldavie le 13 avril 1711, peu après le déclenchement de la guerre russo-turque de 1710-1711. La Moldavie devait soutenir la Russie dans sa guerre contre les Ottomans avec des troupes et en permettant à l'armée russe de traverser son territoire et de placer des garnisons dans des forteresses moldaves. Les Moldaves étaient représentés par le métropolite de Moldavie Ghedeon. Le texte du traité a été entièrement élaboré par le hospodar Dimitrie Cantemir, lequel rompait de fait son serment de vassalité vis-à-vis de la Porte et promettait de se placer sous la protection du Tsar. 

## Termes du traité
Dans le préambule et à l'article I, Dimitrie Cantemir rend hommage au tsar, recevant en retour la protection de Pierre Ier pour lui-même et pour tout le peuple de Moldavie. Il est prévu que le seigneur de Moldavie "avec tous les grands boyards et ses nobles et avec les habitants de tout État du glorieux peuple moldave" se trouverait désormais sous la protection du tsar et prêterait serment d'obéissance, d'abord en secret, jusqu'à l'entrée des armées russes dans la principauté ; ensuite, le voïvode portera secrètement sa foi « par correspondance et autres moyens ».
L'article II fait entrer le seigneur de Moldavie dans l'armée de l'armée russe.
Les articles III à V prévoient que les héritiers du trône de Russie n'ont pas le droit de régner en Moldavie ni en terre valaque. En Moldavie, il est prévu que la famille Cantemir reçoive de façon héréditaire la charge de monarque.
L'article VI stipule que "selon l'ancienne coutume moldave, tout pouvoir doit appartenir au seigneur". Le tsar ne peut s'immiscer dans les affaires intérieures de la Moldavie.
L'article XI prévoit que les frontières de la principauté, selon ses anciens droits, sont délimitées par le Dniepr, Kamianets-Podilskyï, Bender, le Boudjak, le Danube, la Munténie, le Grand-Duché de Transylvanie et la Pologne.
Selon les articles XII à XV, la protection russe sur la Moldavie doit être maintenue après la conclusion de la paix en ce sens que Pierre ne doit pas laisser la Moldavie sous la domination de la Porte.
Les articles XVI et XVII contiennent les serments de Pierre Ier et de Dimitrie Cantemir.

## Liens
- Enciclopedia României - Tratatul de la Lutsk (en langue roumaine)